# Caenosamerus shirakamiensis
Caenosamerus shirakamiensis är en kvalsterart som beskrevs av K. Fujikawa 2002. Caenosamerus shirakamiensis ingår i släktet Caenosamerus och familjen Ameridae. Inga underarter finns listade.